# ريتشارد برودي
ريتشارد ريفز برودي (بالإنجليزية: Richard Reeves Brodie)‏ ولد في 10 نوفمبر 1959، هو مبرمج حاسوب أمريكي وكاتب. ويعتبر المطور الأصلي لبرنامج مايكروسوفت وورد.

## سيرته الذاتية

### النشأة
ولد برودي في مدينة نيوتن، ماساتشوستس، وهو الابن الأكبر لماري آن برودي و ريتشارد برودي. تخرج من ثانوية نيوتن ساوث وإلتحق بكلية هارفرد في خريف عام 1977 وكان مهتما بالرياضيات التطبيقية وكذلك علوم الحاسوب. ترك برودي كلية هارفرد بعد سنته الثانية وإنتقل إلى مدينة بالو ألتو للعمل في شركة زيروكس، حيث إلتقى هناك تشارلز سيموني وساعده في تطوير برنامج معالج النصوص «برافو اكس» لحواسيب ألتو. أصبح سيموني مرشدا لبرودي خلال عمله في زيروكس وأخذه معه عندما إنتقل للعمل في ميكروسوفت في عام 1981.

### عمله في ميكروسوفت
أصبح برودي متميزا في ميكروسوفت بعدما أنشأ النسخة الأولى من برنامج ميكروسوفت وورد في أقل من سبعة أشهر. بالإضافة إلى ذلك كتب برودي أول مترجم للغة سي خاص بشركة ميكروسوفت، وأيضا النسخة الأصلية من برنامج نوتباد.
نجاح برودي كمبرمج جذب إليه انتباه بيل غايتس والذي عينه مساعدا تقنيا له في عام 1983.

## روابط خارجية
- ريتشارد برودي على موقع IMDb (الإنجليزية)